# Forkland
|  | Aquest article tracta sobre el poble d'Alabama. Vegeu-ne altres significats a «Forkland (Kentucky)». |

Forkland és una població dels Estats Units a l'estat d'Alabama. Segons el cens del 2000 tenia 629 habitants.

## Demografia
Segons el cens del 2000, Forkland tenia 629 habitants, 245 habitatges, i 161 famílies. La densitat de població era de 69,6 habitants/km².
Dels 245 habitatges en un 36,3% hi vivien nens de menys de 18 anys, en un 35,5% hi vivien parelles casades, en un 27,8% dones solteres, i en un 33,9% no eren unitats familiars. En el 32,7% dels habitatges hi vivien persones soles el 10,6% de les quals corresponia a persones de 65 anys o més que vivien soles. El nombre mitjà de persones vivint en cada habitatge era de 2,57 i el nombre mitjà de persones que vivien en cada família era de 3,32.
Per edats la població es repartia de la següent manera: un 31,8% tenia menys de 18 anys, un 6,8% entre 18 i 24, un 26,1% entre 25 i 44, un 24,5% de 45 a 60 i un 10,8% 65 anys o més.
L'edat mediana era de 34 anys. Per cada 100 dones hi havia 88,3 homes. Per cada 100 dones de 18 o més anys hi havia 77,3 homes.
La renda mediana per habitatge era de 18.698 $ i la renda mediana per família de 22.115 $. Els homes tenien una renda mediana de 24.375 $ mentre que les dones 16.544 $. La renda per capita de la població era de 9.314 $. Aproximadament el 29,5% de les famílies i el 31,5% de la població estaven per davall del llindar de pobresa.

## Poblacions més properes
El següent diagrama mostra les poblacions més properes.